# Аралин, Денис Валерьевич
Денис Валерьевич Аралин (род. 3 июля 1977, Саратов) — российский хоккеист, вратарь.

## Биография
Воспитанник саратовского хоккея. В сезонах 1993/94 — 1994/95 играл в открытом чемпионате России за «Химик» Энгельс. В сезоне 1995/96 провёл два матча за «Кристалл» Саратов в МХЛ. Затем играл за «Химик» Энгельс (1996/97), «Кристалл-2» Саратов (1997, 2000/01), «Кристалл» Саратов (1998—2000).
Участник юниорского чемпионата Европы 1995 года.
Тренер в хоккейной школе «Торнадо» (Волжский).